# Bitruskisch
Het Bitruskisch (voluit: Bira rincua buri mu babra ua; Engels: Bitruscan) is een minimalistische internationale hulptaal die in 1979 werd gemaakt door Jay Bowks (voluit: Jacinto Javier Bowks de la Rosa). De woordenschat van het Bitruskisch is grotendeels ontleend aan het de Indo-Europese talen, maar ook aan het Baskisch en het Etruskisch. Het doel van de taal is vooral gemakkelijk te leren te zijn door zo veel mogelijk mensen; dit streven wordt ondersteund door een sterk vereenvoudigde grammatica.
Van juli 2003 tot maart 2004 was het domein https://bi.wikipedia.org/ in gebruik voor een Wikipedia in het Bitruskisch; daarna werd het overgenomen door een Wikipedia in het Bislama.

## Voorbeeld
Het Onze Vader:
BAITRI TANU CA IN SIRIU:
SANCRU MACI NUMI TATI UA:
UACI NIRICI TIR TATI UA:
MACI CUIRIR TATI UA:
TIURI BANI TANU CATATIUN:
BIRTIURI TIBICU TANU SIMI NU BIRTIURI TISIMAN TANU:
NA BIRIMISI NU UAIN RICI BRANTA:
MABU SARBUTI NU TA BUACI